# Bana (Cameroun)
Pour les articles homonymes, voir Bana.
Bana est une commune du Cameroun située dans la région de l'Ouest, Département du Haut-Nkam, sur la route nationale n° 15 allant de Bafang à Bangangté. 
La commune de Bana est souvent appelée « Mini Paris », car on y trouve de nombreux châteaux et villas.
Le maire est, en 2017, l'homme d'affaires Jean Baptiste Sanga qui a été élu en Janvier 2020 après avoir pris la relève à la suite du décès du milliardaire Joseph Kadji Defosso (1923-2018).
À Bana, le marché s'effectue une fois par semaine traditionnelle et on appelle cela « le jour du marché ». La semaine traditionnelle a 8 jours (Ntu'Kwa, Ntu'ntaa, Lie'nkwe', Nkaatee, Nzengoo, Ncomntee, Nzingu, Nziso), donc le jour du marché se décale chaque semaine d'un jour par rapport au calendrier grégorien.

## Géographie
La localité est située sur la route provinciale P15 (axe Bafang-Bangangté) à 68 km au sud du chef-lieu régional Bafoussam, et à 11 km à l'est de Banka sur la route nationale 5 (axe Douala-Bafoussam).

### Climat
Situé en altitude, Bana bénéficie d'un climat frais avec une moyenne annuelle de 18°C. L'agriculture est essentiellement vivrière, à l'exception du café arabica (cultivé en particulier dans les quartiers Koza, Kap et So).

### Géologie
Le terrain, aux origines volcaniques, est de soubassement basaltique (25 %), granitique (45 %) et de gneiss (18 %). Le sol est fertile. Le paysage de bocage résulte d'une longue interaction entre l'homme et le terrain.

### Hydrographie

Les quartiers de Bana.

Les rivières traversant le territoire de la commune sont :
- Schi madeu (près de la chefferie)
- Schi Tie´ko
- Schi Luma
- Schi hua doh
- Schi Sabe entre Bana et Batcha
- Maga´Schi
- Pa´schi (traduire : la rivière rouge)
- Schi gale
- Schi apa ntoo
- Schi ko Tcheu´

## Histoire
Les premières chefferies, fondées au XVe siècle dans cette partie du pays bamiléké, le furent sur les hauteurs du plateau de Badoumla, déjà occupées au Néolithique, ainsi qu’en témoignent les résultats de la mission archéologique de F. Paris, en 1974, avec la découverte d’un outillage lithique. Dak (ndak) signifie « bas ». Les terres basses sont traditionnellement réservées à l'élite. La chefferie se situe dans le quartier No. Ndum signifie « au-dessus » ou en « haut ».
Bana est un royaume coutumier. La tradition le donne comme fondé en 1379 par l'action de trois chasseurs venus de Mendou (l'actuel Bamedou). C'était un trio composé de Nza Pwandji, Nza Tiayah et Nza Tchokogwé. Plus tard, Nza Pwandji deviendra Fon Tckoko et donnera en mariage sa fille Menkwé à son ami Nza Tchokogwe. De cette union naîtront quatre enfants : Nsialieu, Nanga', Halieu et Tchokogwé. En 1424, Halieu fonde le royaume Bana et lance les conquêtes territoriales. 

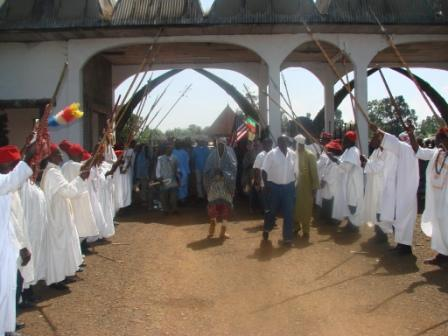
Entrée du palais royal Bana à l'Ouest du Cameroun.

Le poste administratif allemand de Bana est établi en 1903, le 10 février 1910, l'administration coloniale allemande instaure à Bana une chefferie supérieure de premier degré. De 1916 à 1920, Bana fut le chef-lieu de la circonscription de l’Ouest sous l’administration française. Cette Circonscription comprenait: la Subdivision de Somo, de Bana et de Foumban. Bana est érigé en district du département du Haut-Nkam en 1961, puis en arrondissement en 1967.
Aujourd'hui, Bana est dirigé par le Fon Sikam Happi V, successeur en 2003 du fon Konchipe Happi IV.
Dans un ouvrage de Stéphane de Mégahshi, intitulé Bana et publié aux éditions Grassfields en juillet 2014, l'auteur note qu'au commencement, Bana s'appelait « Ndeu »(actuelle concession de la famille Zaaleu à Kap). C'est bien après, et à la faveur des croisades de Fon Halieu, que Ndeu est devenu « Nnée », c'est-à-dire « ceux qui poursuivent », « qui bousculent pour s’installer » ; c'est de Pah Nnée que vient le mot Bana.

## Population

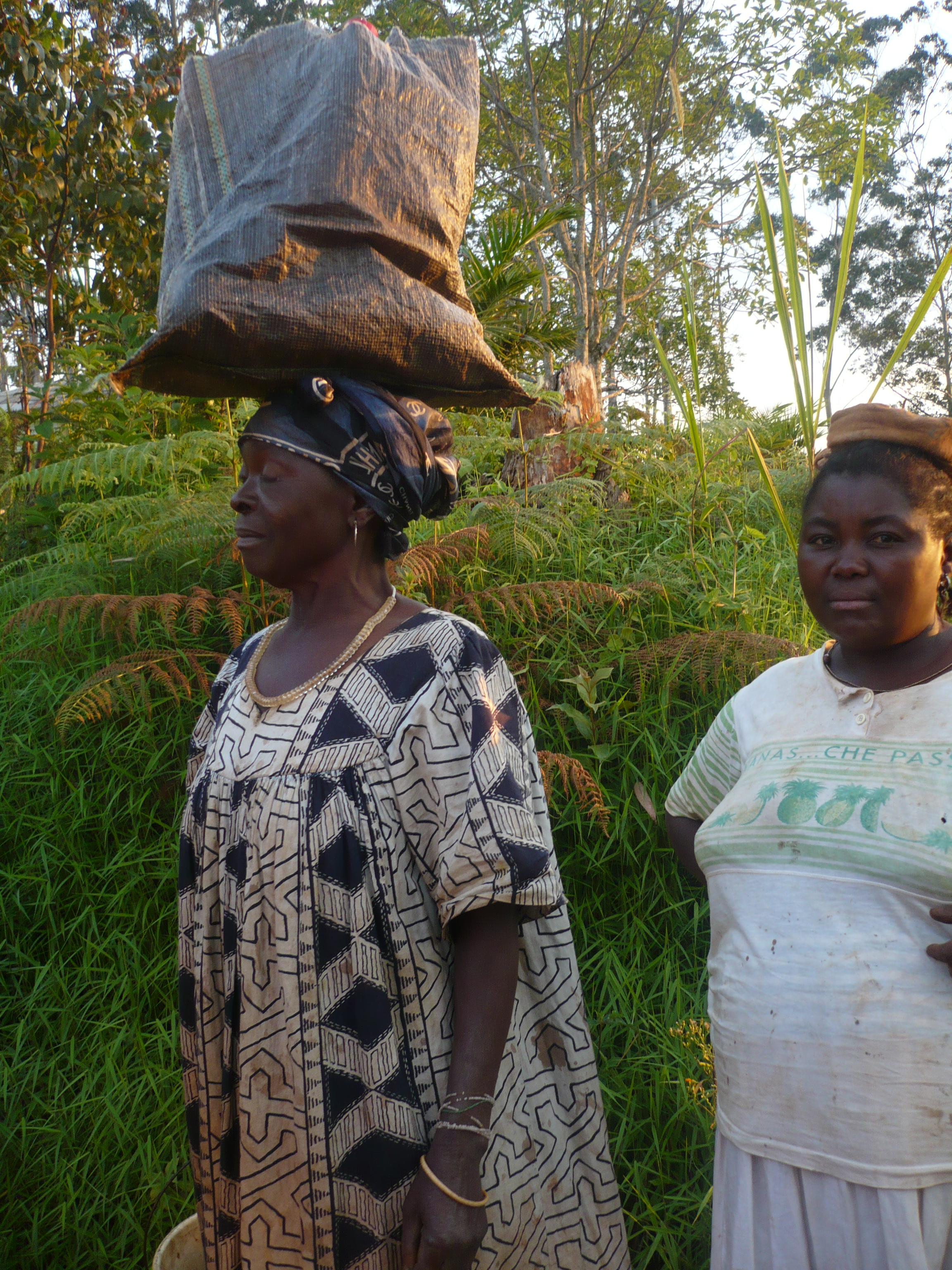
Paysanne bamiléké revenant des champs.

La langue parlée dans le village est le Nufi, que les habitants appellent simplement le bana.
Lors du recensement de 2005, la commune comptait 10 254 habitants, dont 2 878 pour Bana Ville, mais il existe aussi une diaspora des émigrés se considérant comme appartenant au village.

## Chefferies traditionnelles
L'arrondissement de Bana est le siège de l'une des deux chefferies traditionnelles de 1er degré du département du Haut-Nkam :
- Chefferie Bana, chefferie de 1er degré.

Il compte trois chefferies de 2e degré : 
- Groupement Bakassa
- Groupement Bandoumkassa
- Groupement Batcha

Les chefferies de 3e degré sont au nombre de 72.

## Structure administrative de la commune
Outre Bana proprement dit, la commune comprend les villages suivants :
- Bakassa
- Bandoumkassa
- Batcha
- Foumbe
- Pūmboô
- Tentcheu
- Badoumla

Ils font partie de cinq groupements : Bana, Badoumkassa, Bakassa, Badoumla et Batcha.

### Bana
Le groupement Bana est constitué de 20 villages ou quartiers, chefferies de 3e degré :
- Bakam
- Bandoumla
- Bapou
- Bassoh
- Domla-Nsap
- Keussieu
- Kotou
- Lougou
- Nylon
- Panchi
- Pouhkotcha
- Poumbo
- Soupou
- Tcha
- Tientcheu 1
- Tientcheu 2
- Tougou
- Toula
- Tuma
- Yack

### Batcha
Batcha est un village de la commune rurale de Bana qui se situe sur l'une des anciennes routes de Bafang–Bangangté, à l'est de Bana. Il y vit des populations locales et quelques éleveurs nomades Mbororo (Peuls) attirés par les vastes pâturages qu'offrent les versants escarpés de la chaîne de montagne qui va de Bana à Batcha et au-delà.
La communauté bénéficie d’un grand espace naturel, abrité par les collines et les monts et, surtout, par le mont Batcha près de Bana qui culmine à 2 097 m.
Batcha, en bamiléké, signifie « terre » ou « visiter ».

### Bandoumkassa
Bandoumkassa est un village de la commune de Bana qui se situe à environ 1700 mètres d'altitude. La température moyenne annuelle est de 16 °C avec une moyenne de 13 °C en saison pluvieuse. Les habitants vivent principalement de l'agriculture et du petit commerce. Ici se côtoient des villas cossues et des cases en briques. Ce groupement est dirigé depuis une trentaine d'années par Sa Majesté Victor Kamaha II qui fut un haut cadre dans la police camerounaise.

### Bakassa
Bakassa est un village de la commune rurale de Bana qui se situe au sud de l'arrondissement. C'est un des villages les plus importants en population et en superficie de l'arrondissement de Bana. Ce village montagneux comptent entre autres villages riverains : Bana, Banfeko, Badoumkassa, Bassap, Bapoutcheu ngaleu... On peut s'y rendre par route via tous les villages cités plus haut.
Il s'agit de l'une des plus anciennes chefferies de l'arrondissement. Ce groupement est dirigé par F. Ngako depuis de longues années[Quand ?], c'est le doyen en âge et par la longévité de son règne sur l'arrondissement de Bana et le département du Haut-Nkam.
L'agriculture constitue la principale activité des populations, notamment les cultures vivrières et la culture du café grâce au climat induit par l'altitude.

Chefferie de Bakassa
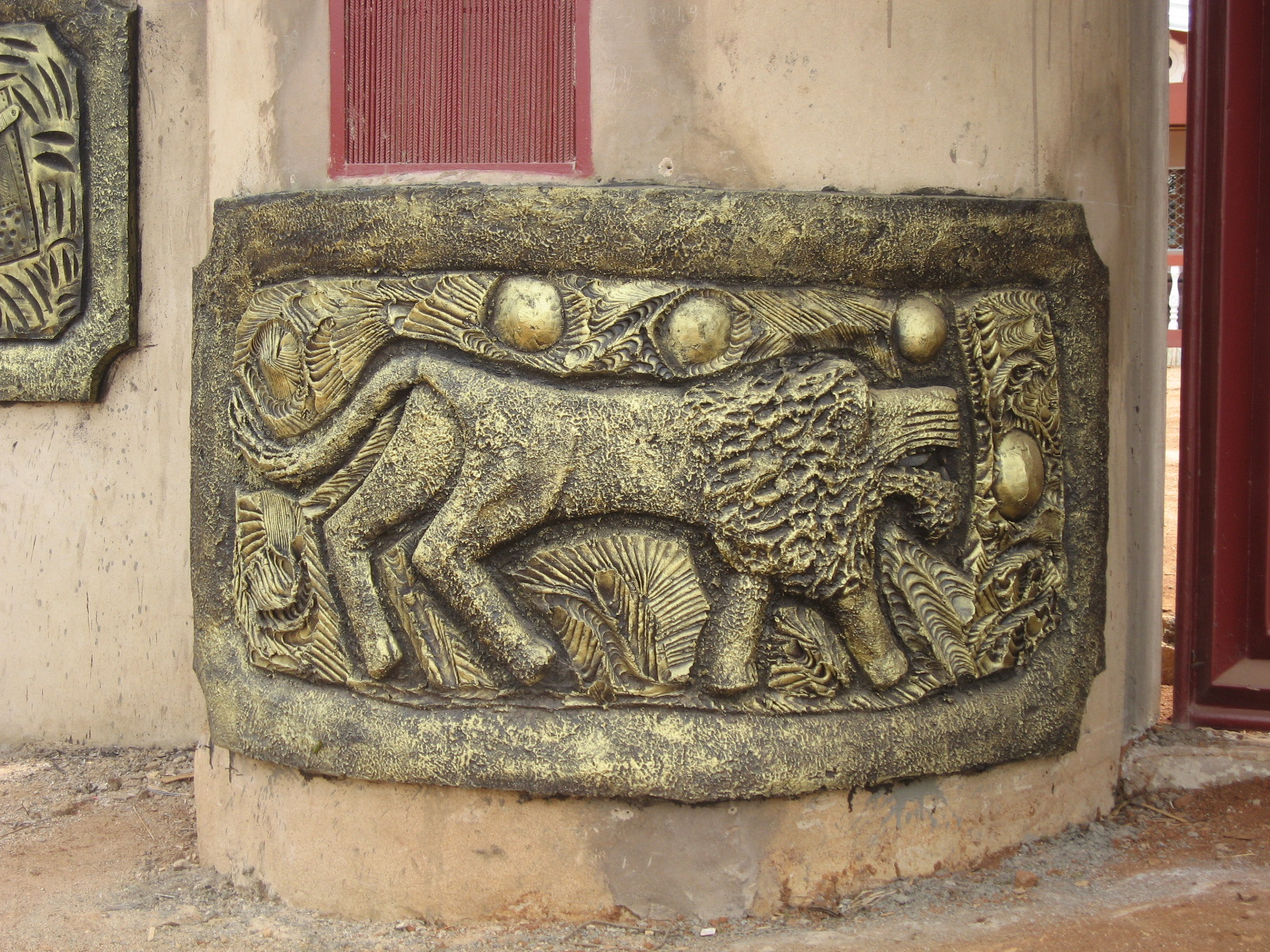
Bronzes en relief traditionnel à l'entrée de la chefferie Bakassa.
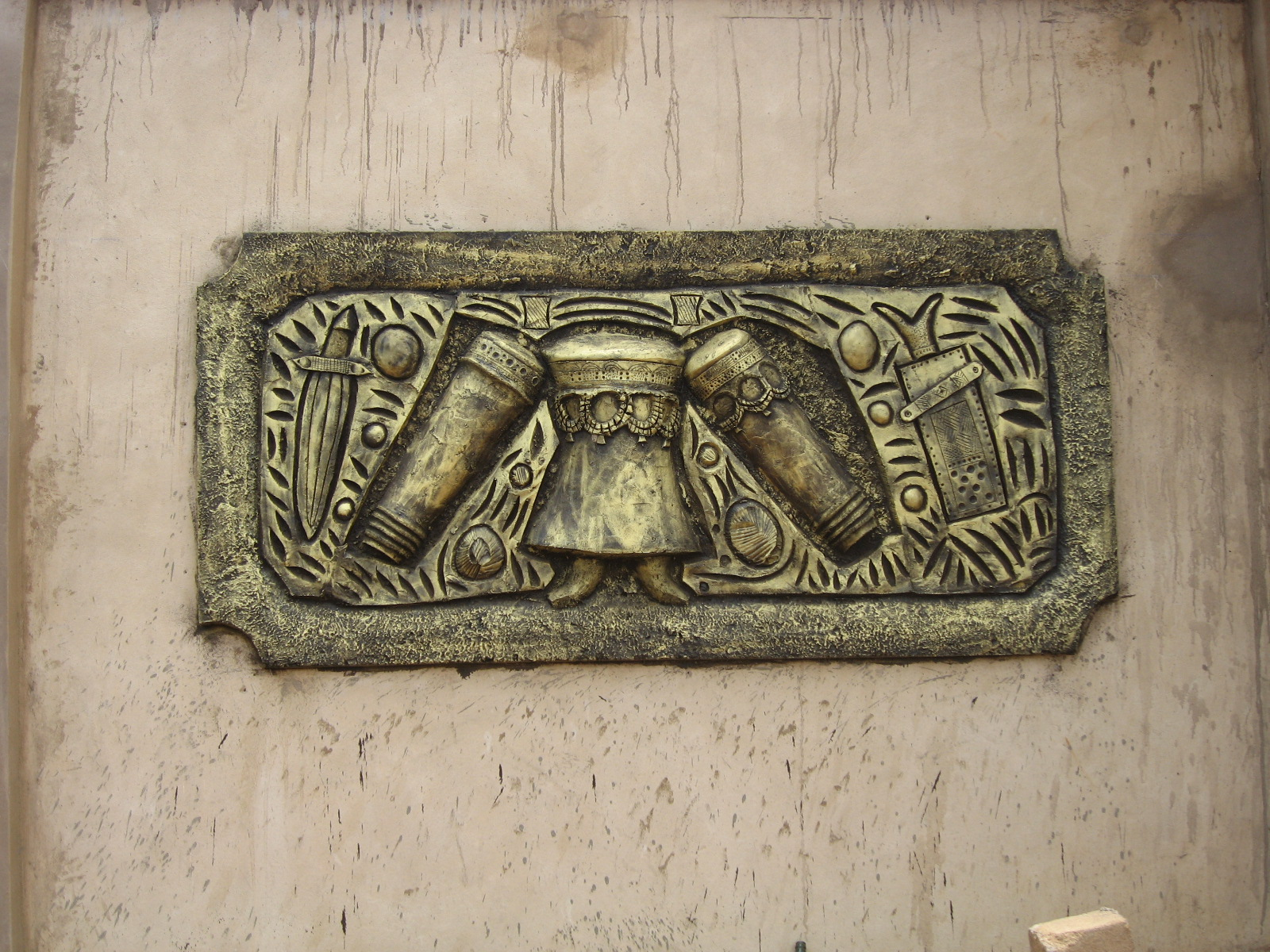
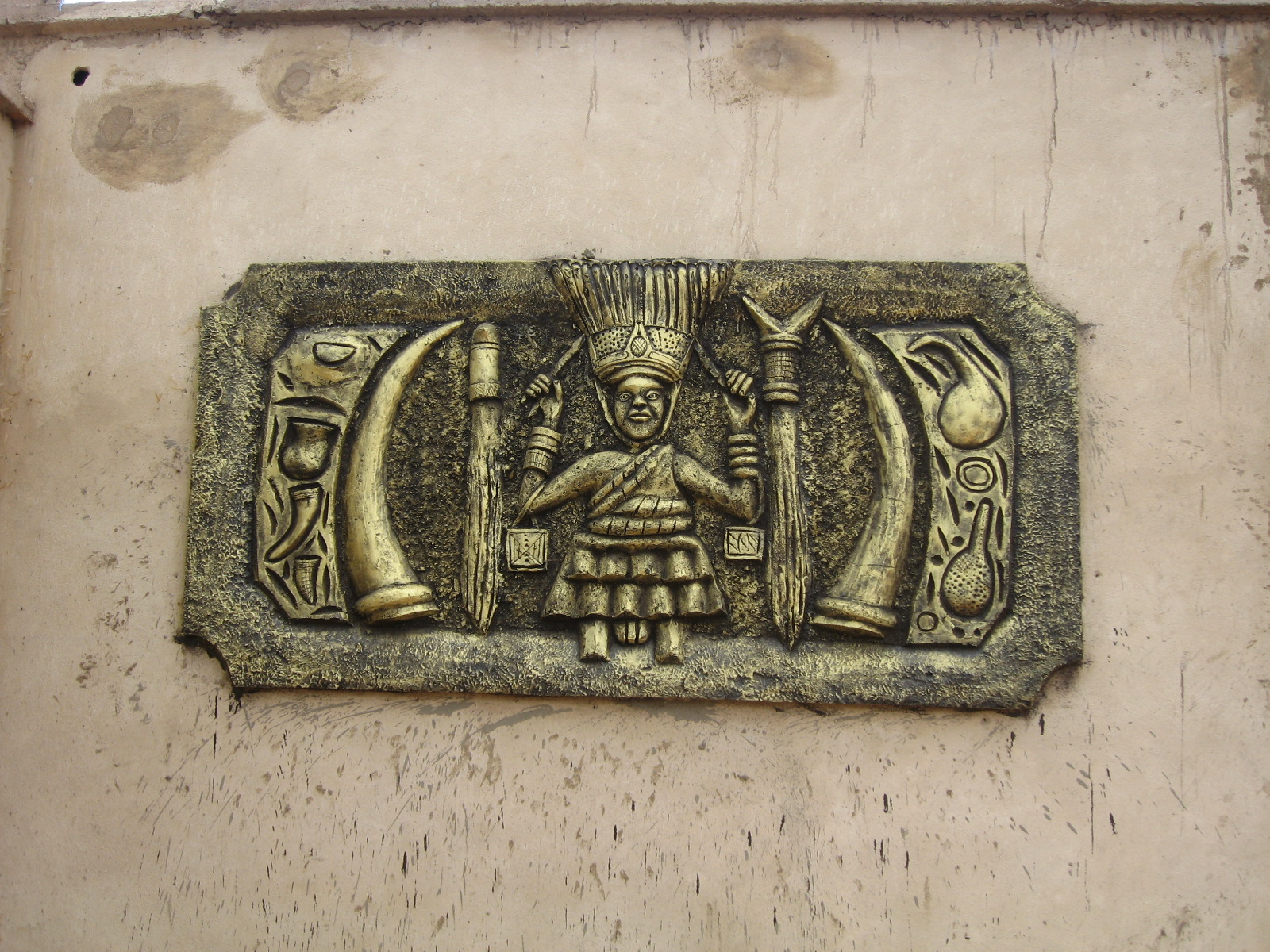
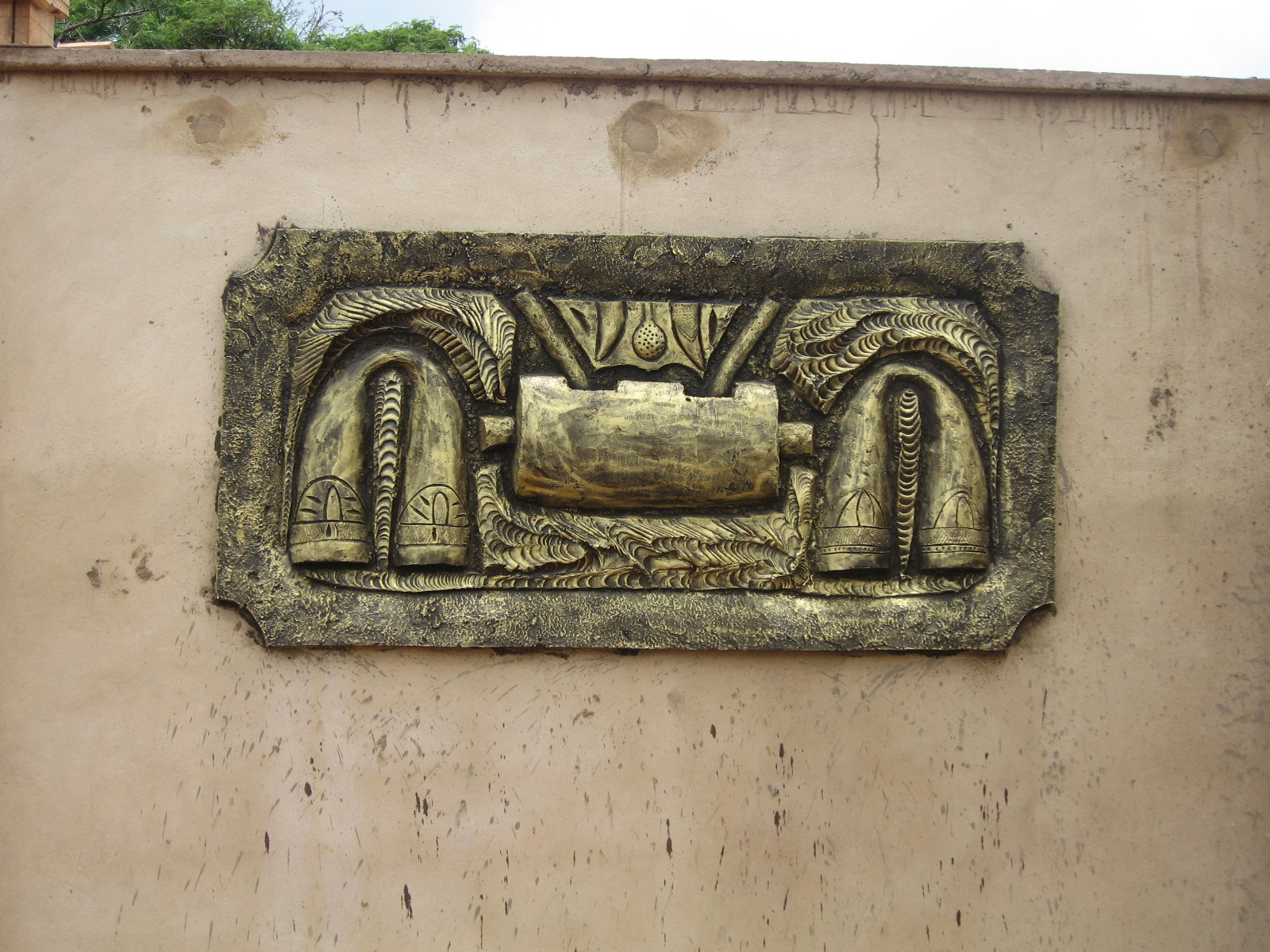
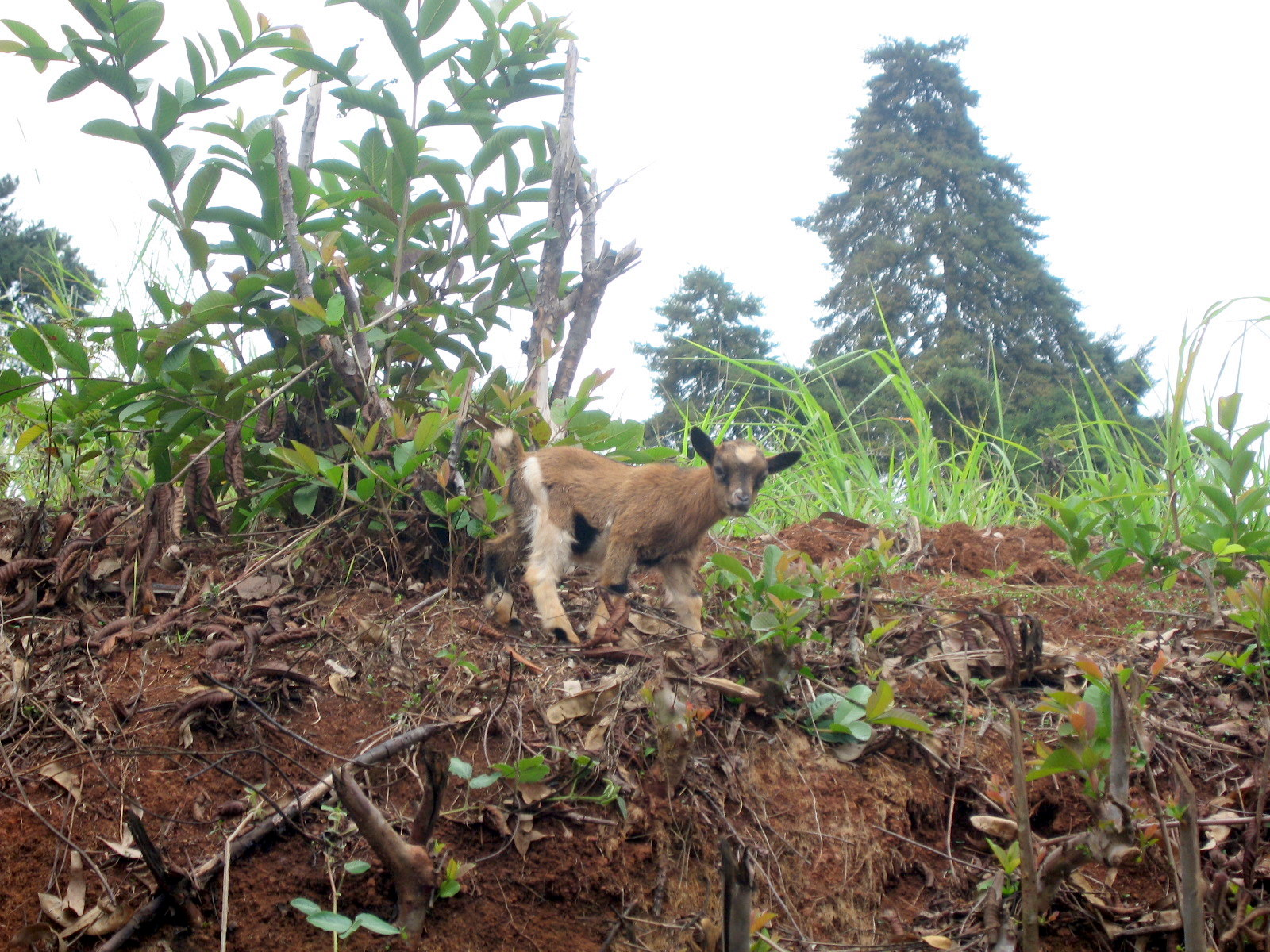
Un chevreau dans une montagne à Bakassa.

## Enseignement
On y trouve un lycée d’enseignement général et un lycée technique.

## Galerie d'images de Bana

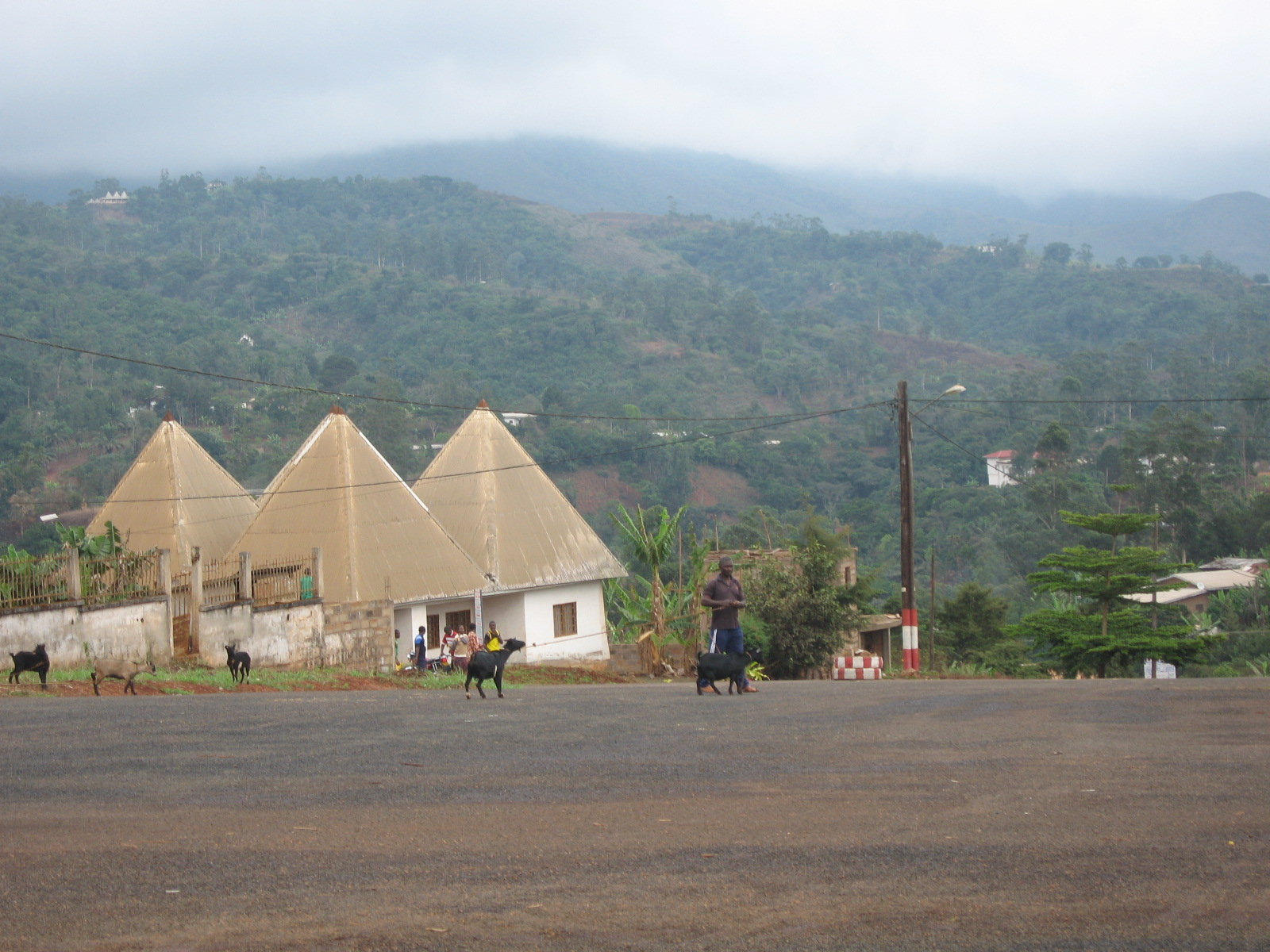
Une rue de Bana.
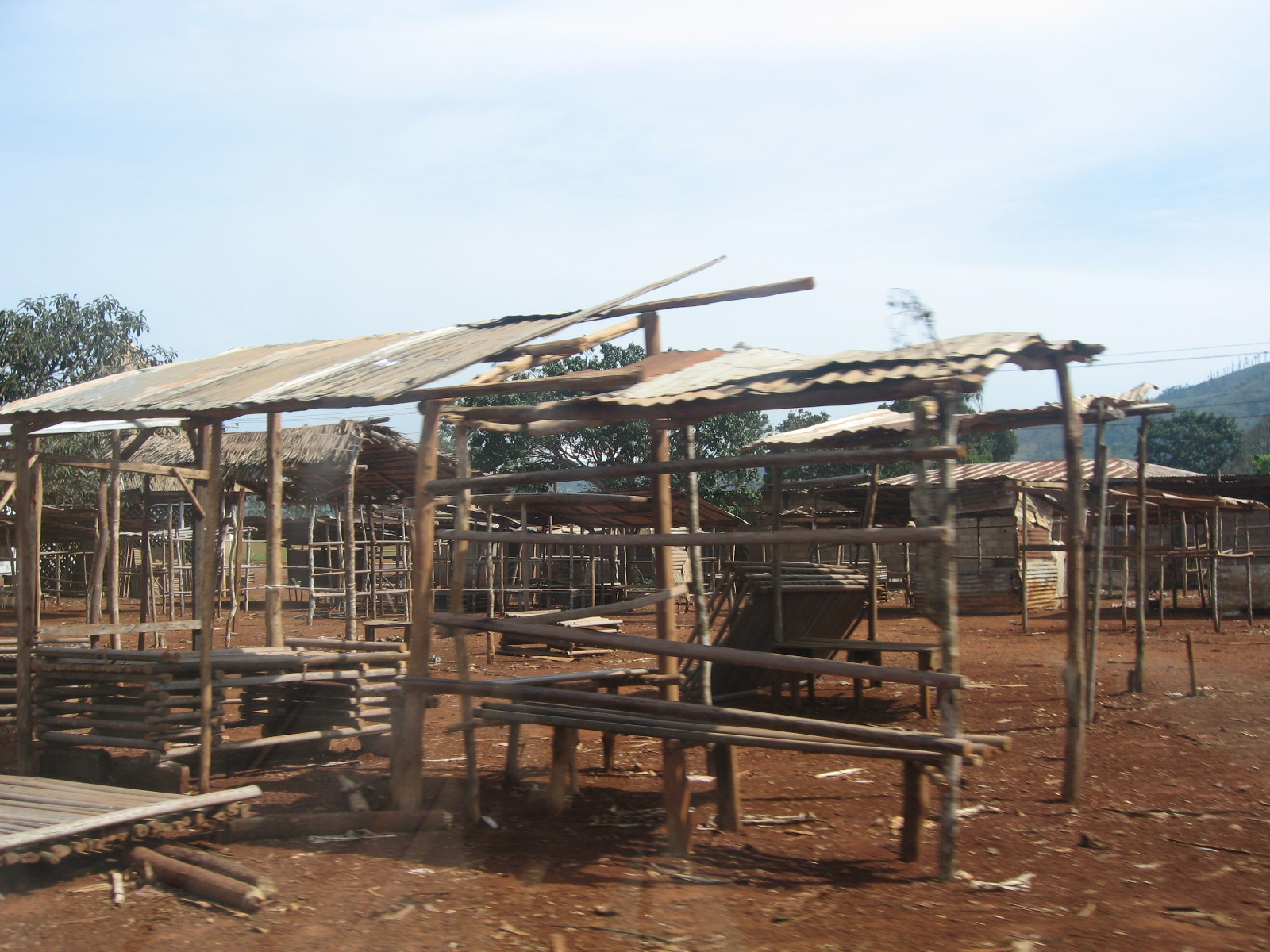
Place du marché de Bana. Le marché se tient tous les huit jours.
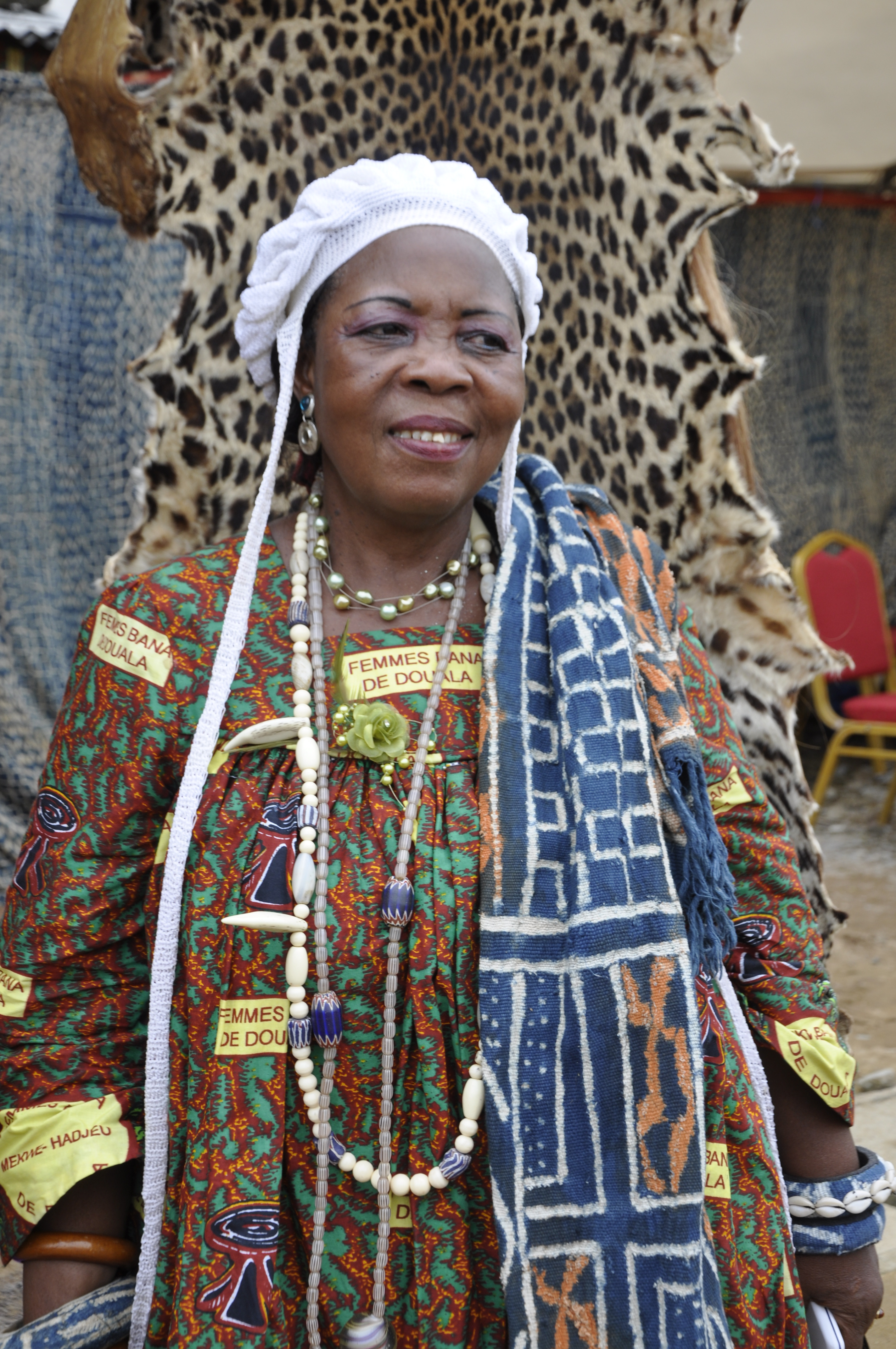
Tenue traditionnelle d'apparat des femmes.
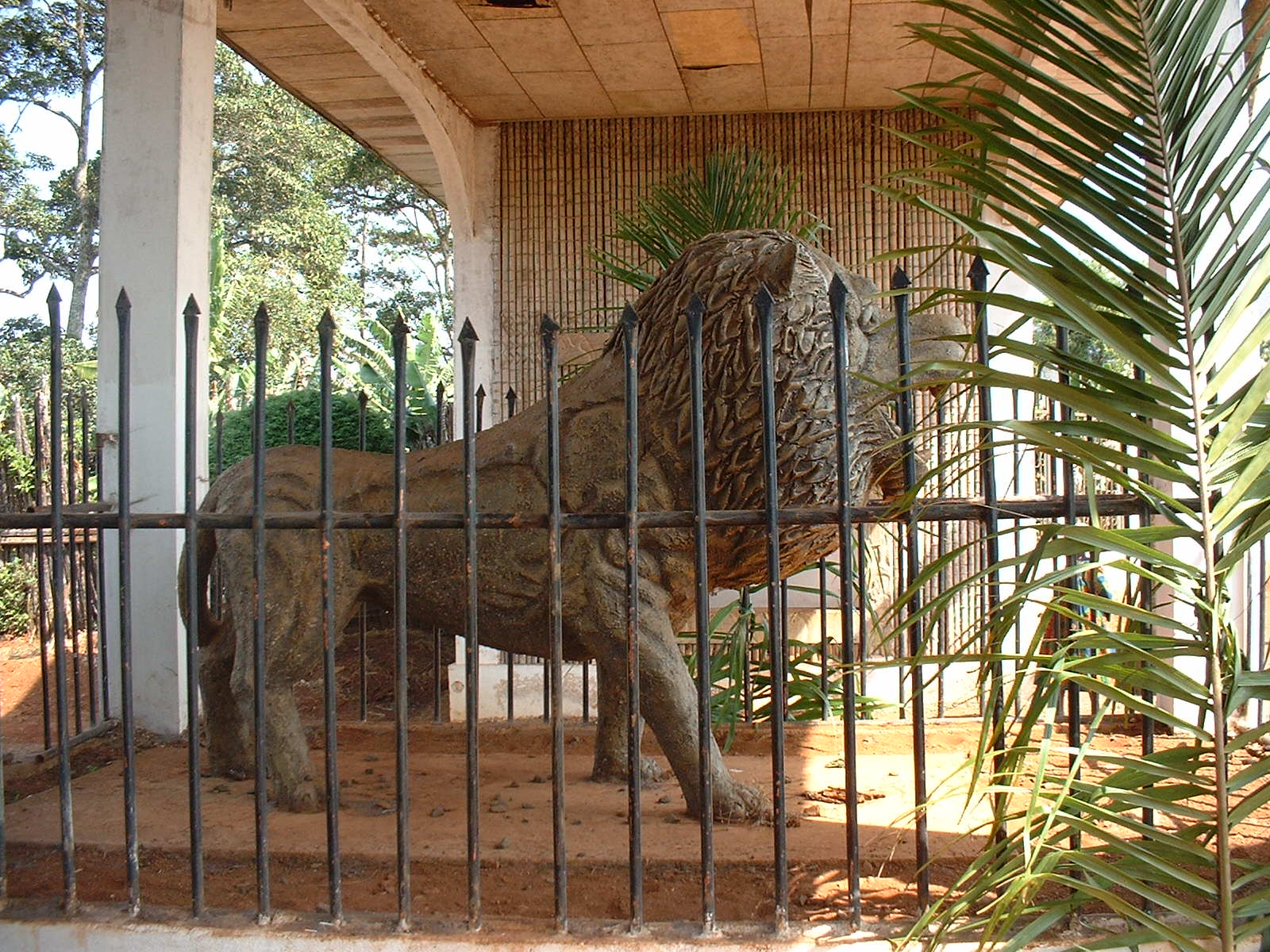
Statut du lion à l'entrée symbolisant la force mentale de la chefferie BANA.
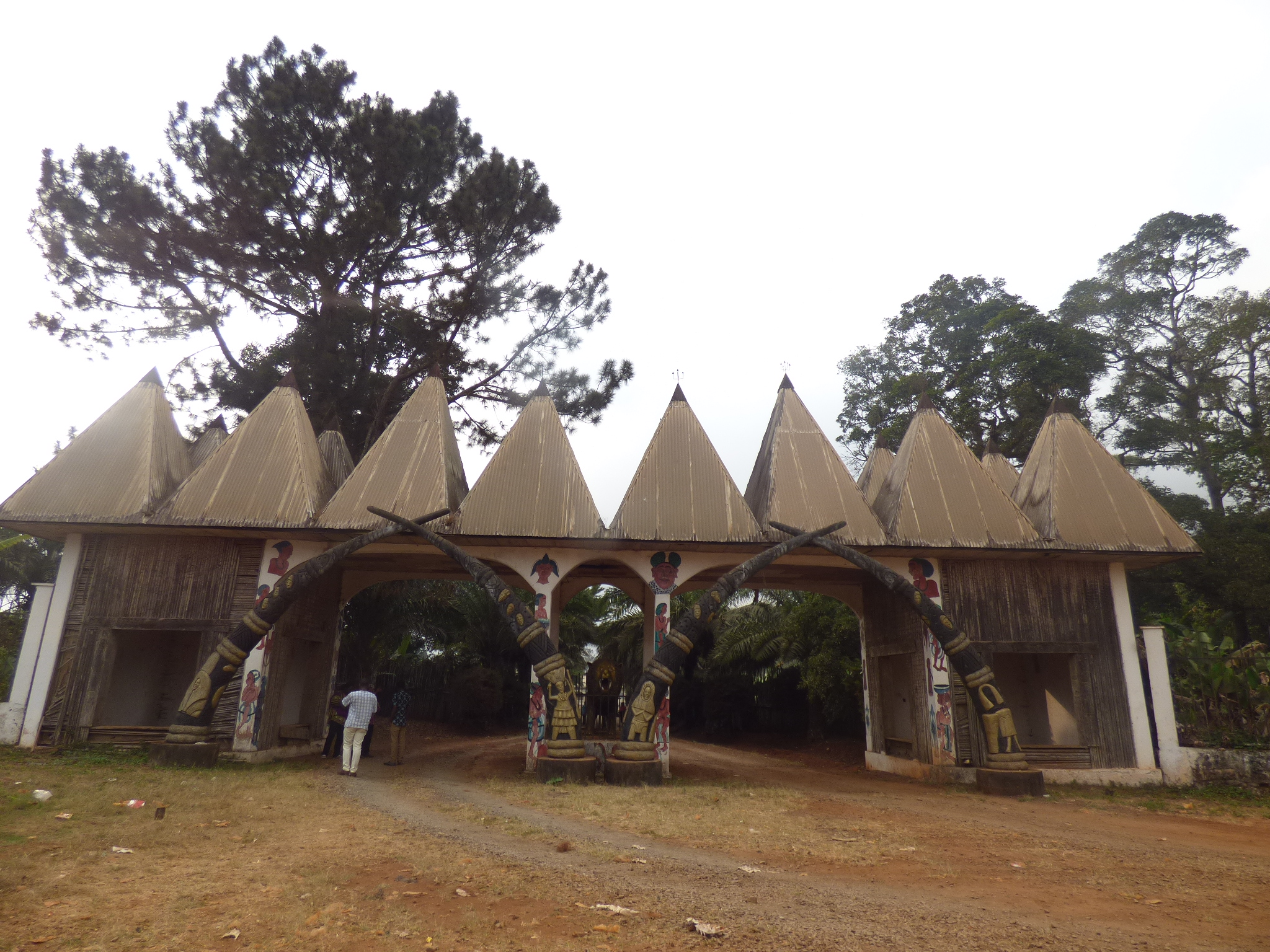
Chefferie Bana.
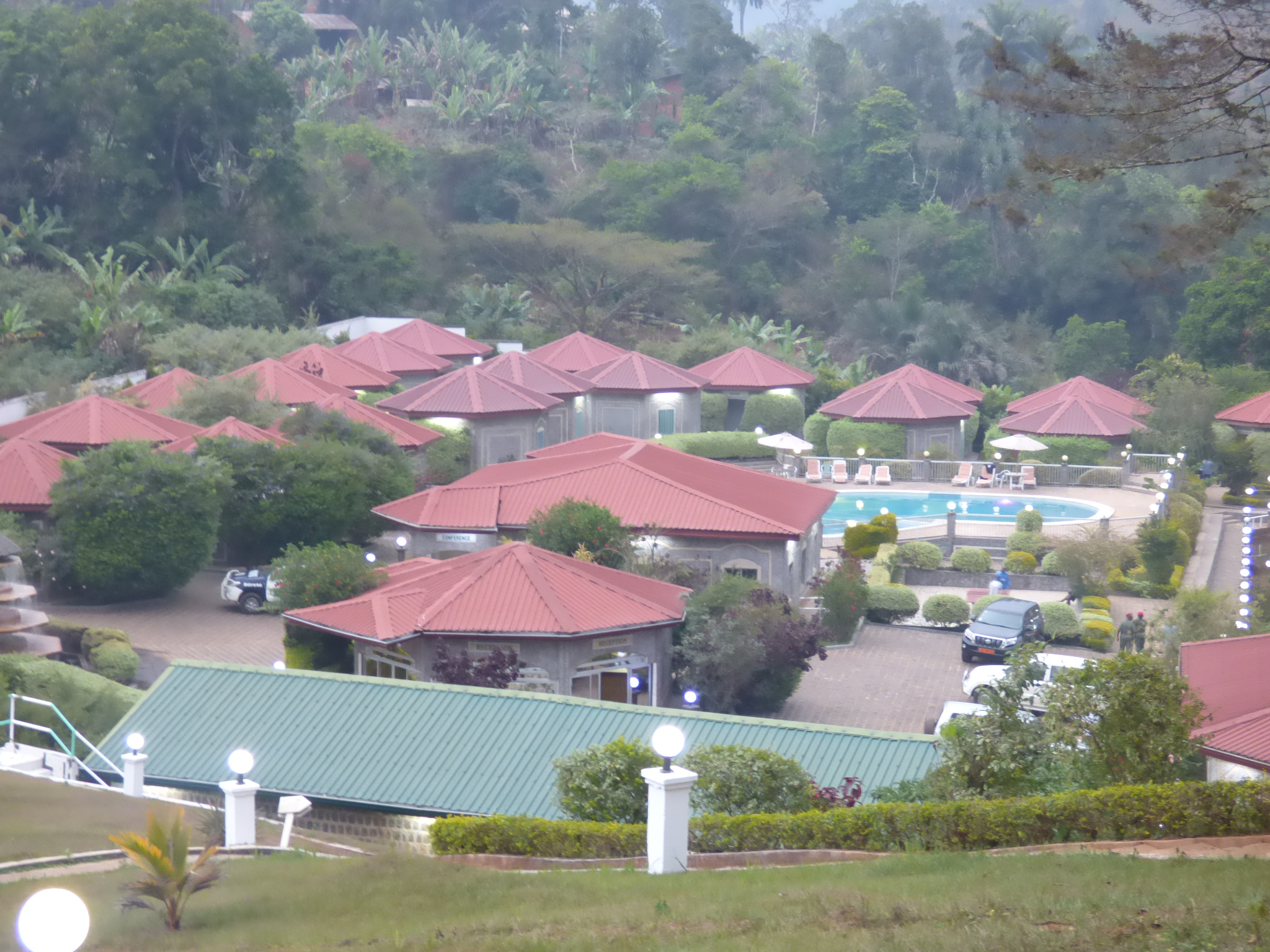
Complexe hôtelier "La Vallée" de Bana.
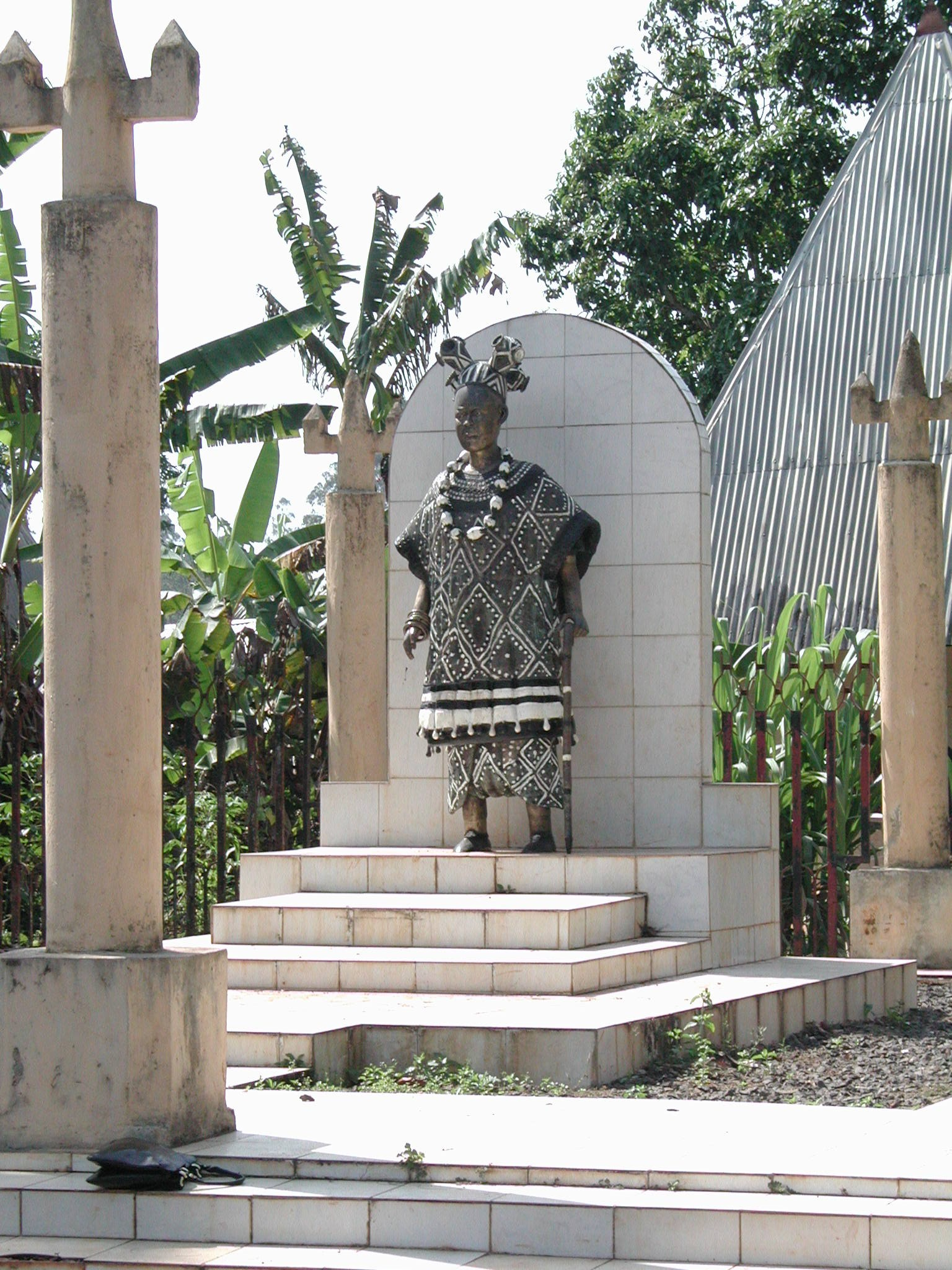
Monument de Sa majesté Taffou Happi II qui régna de 1925 à 1980.
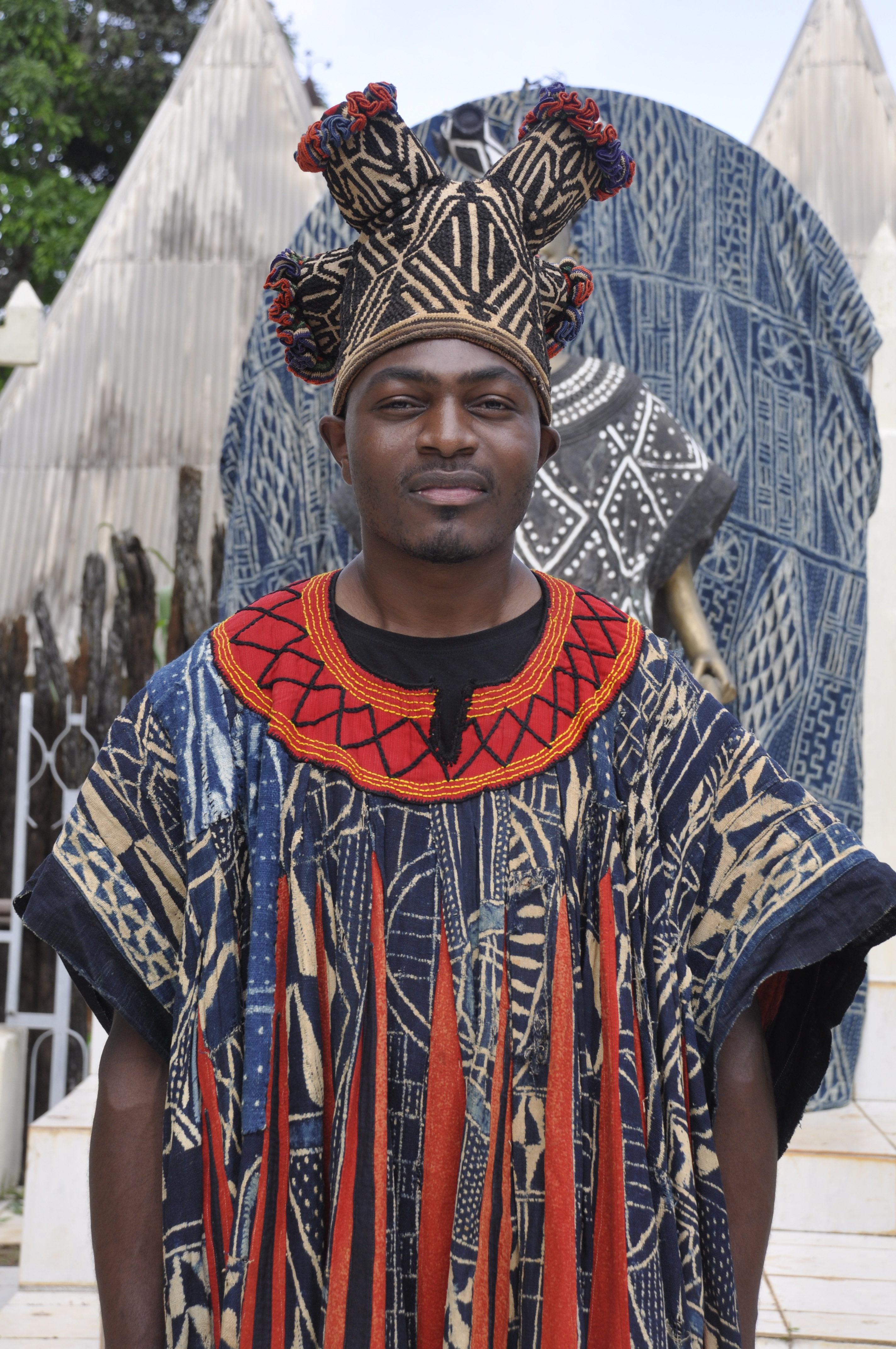
Sa majesté le roi Sikam Happi V, roi de Bana depuis 2003.
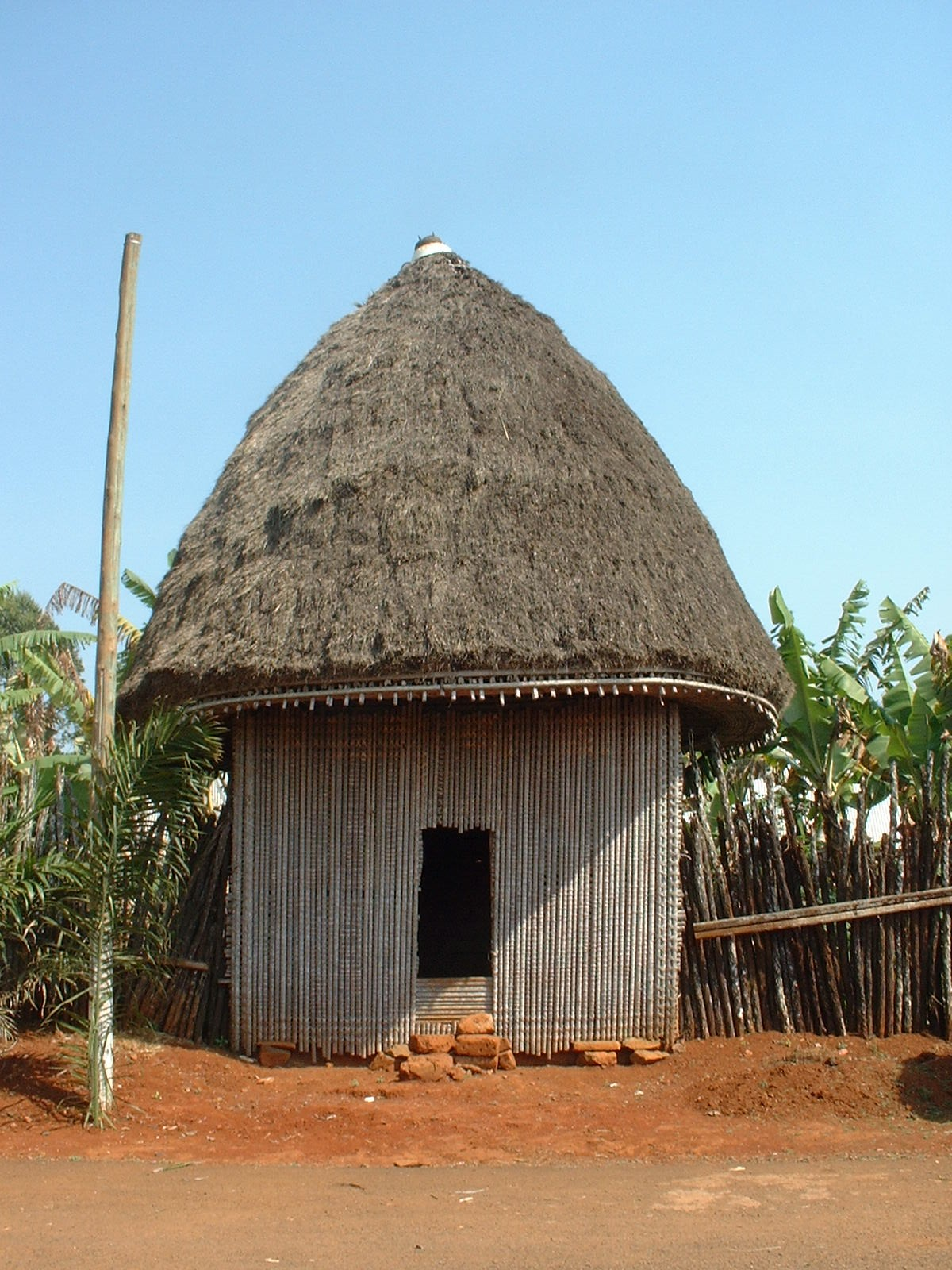
Case de tradition à la chefferie Bana.
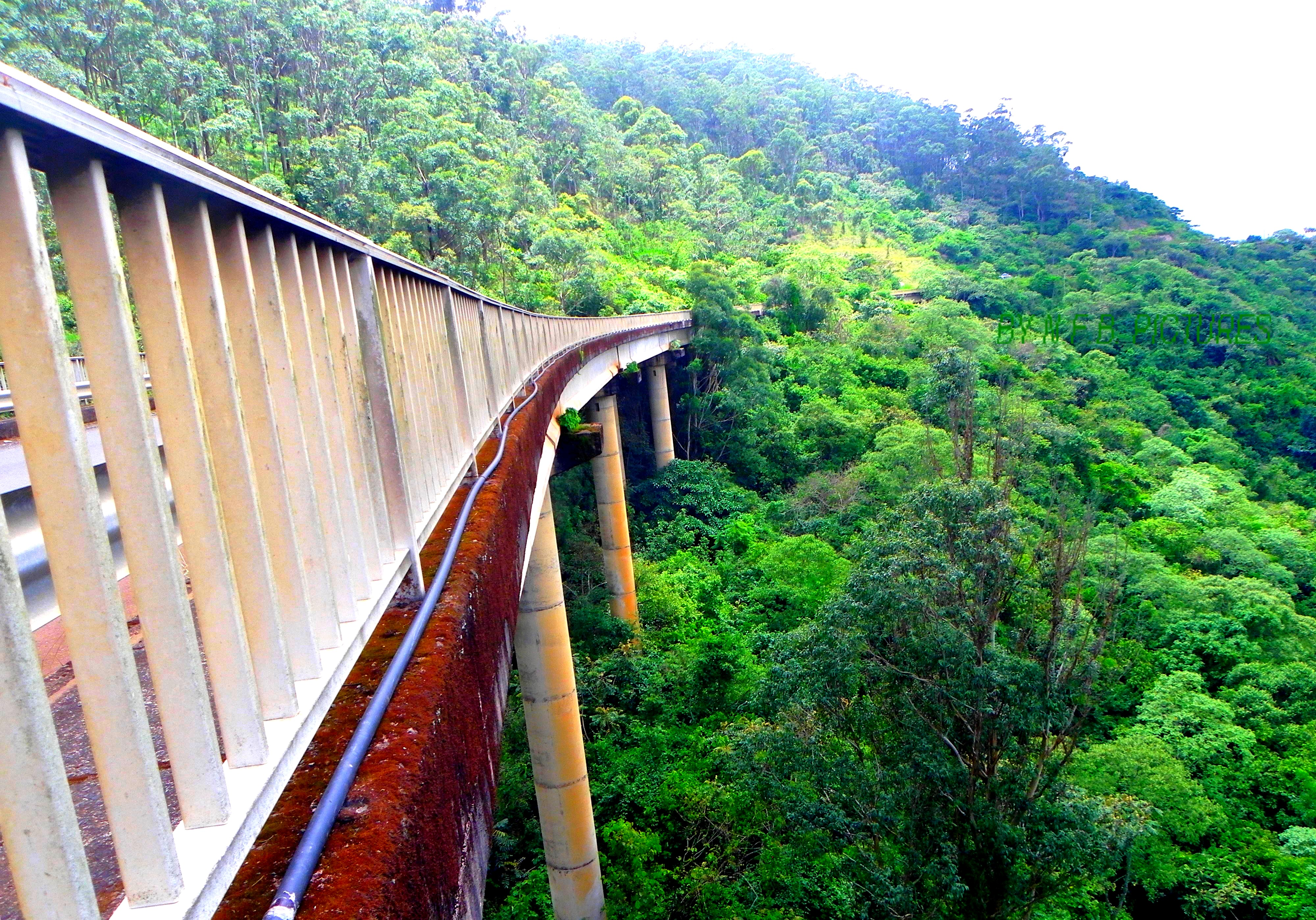
Viaduc à Bana reliant les départements du Haut Nkam et du Ndé.
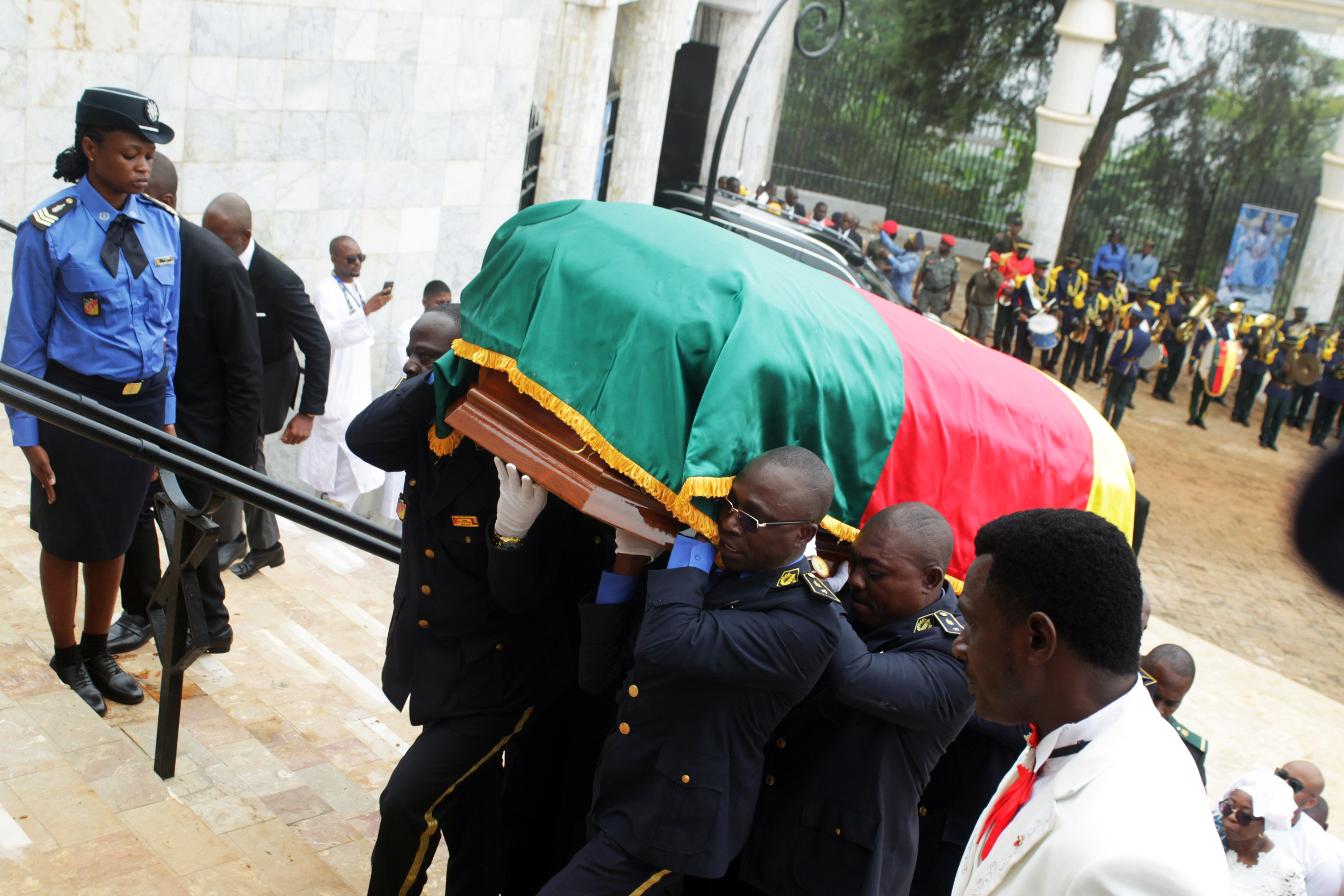
Les forces de l'ordre transportant le cercueil du patriarche Joseph Kadji Defosso, grand bâtisseur du Cameroun et du village Bana.
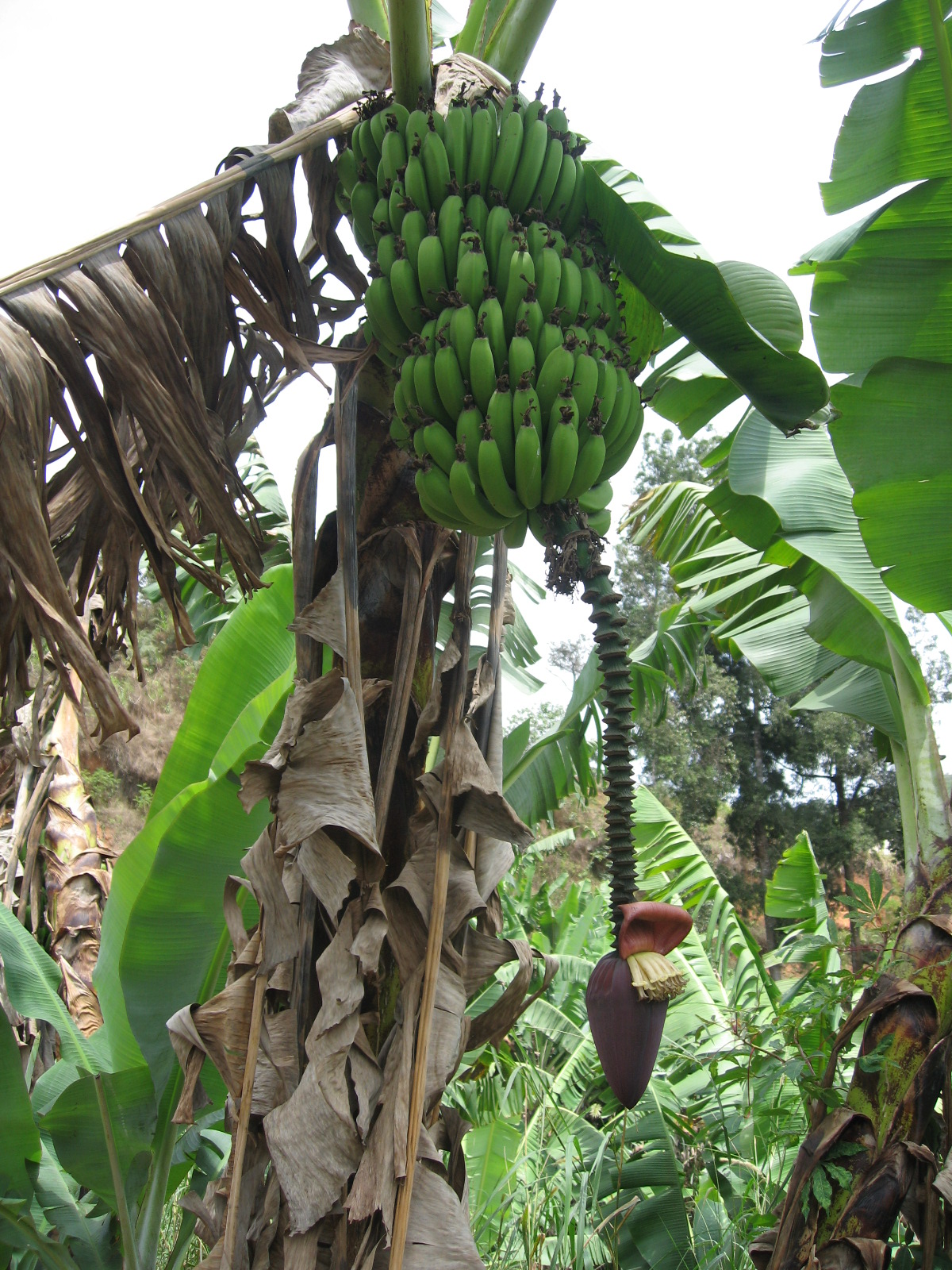
Bananier dans une plantation à Bana.
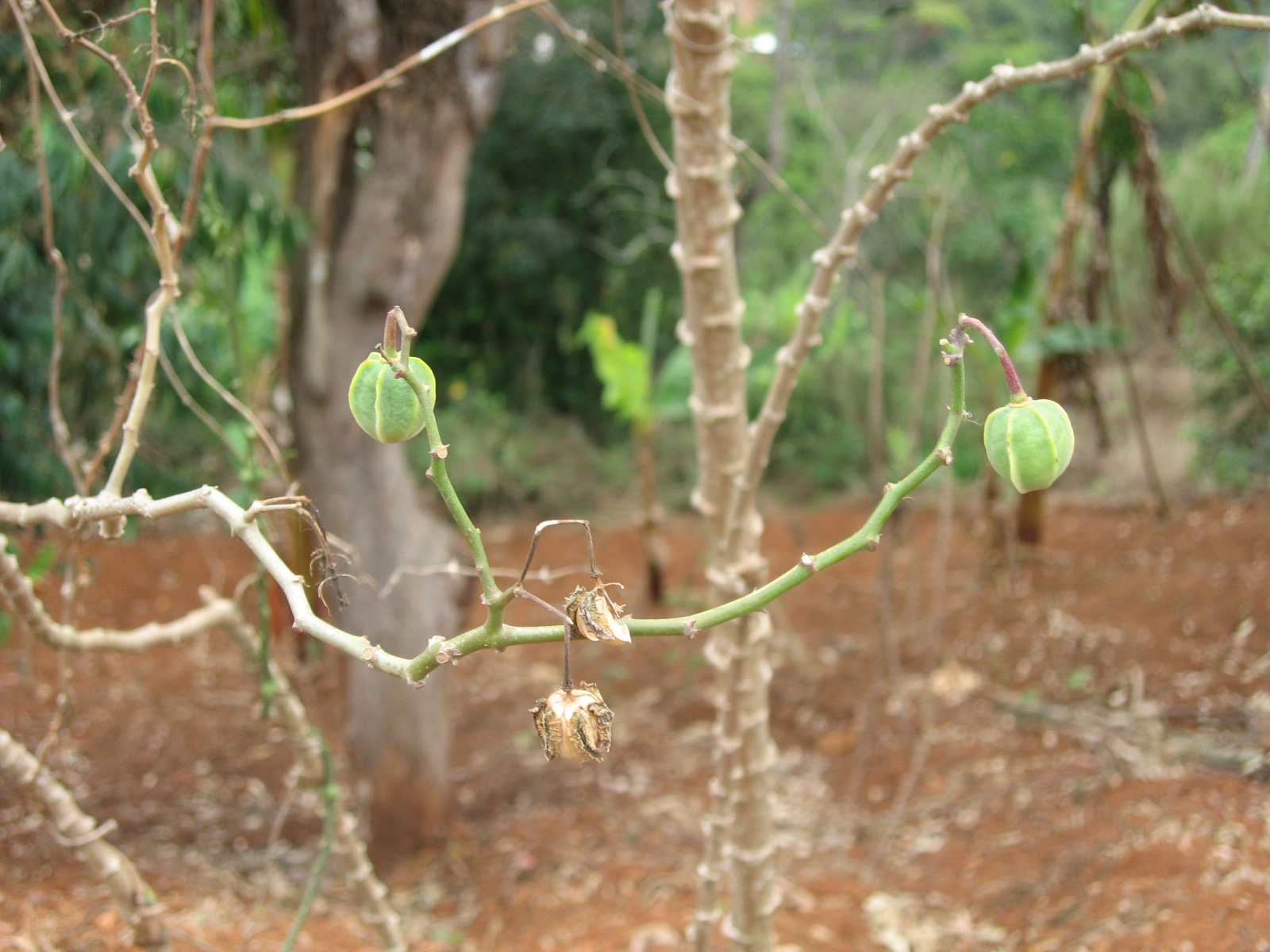
La production du manioc à Bana.
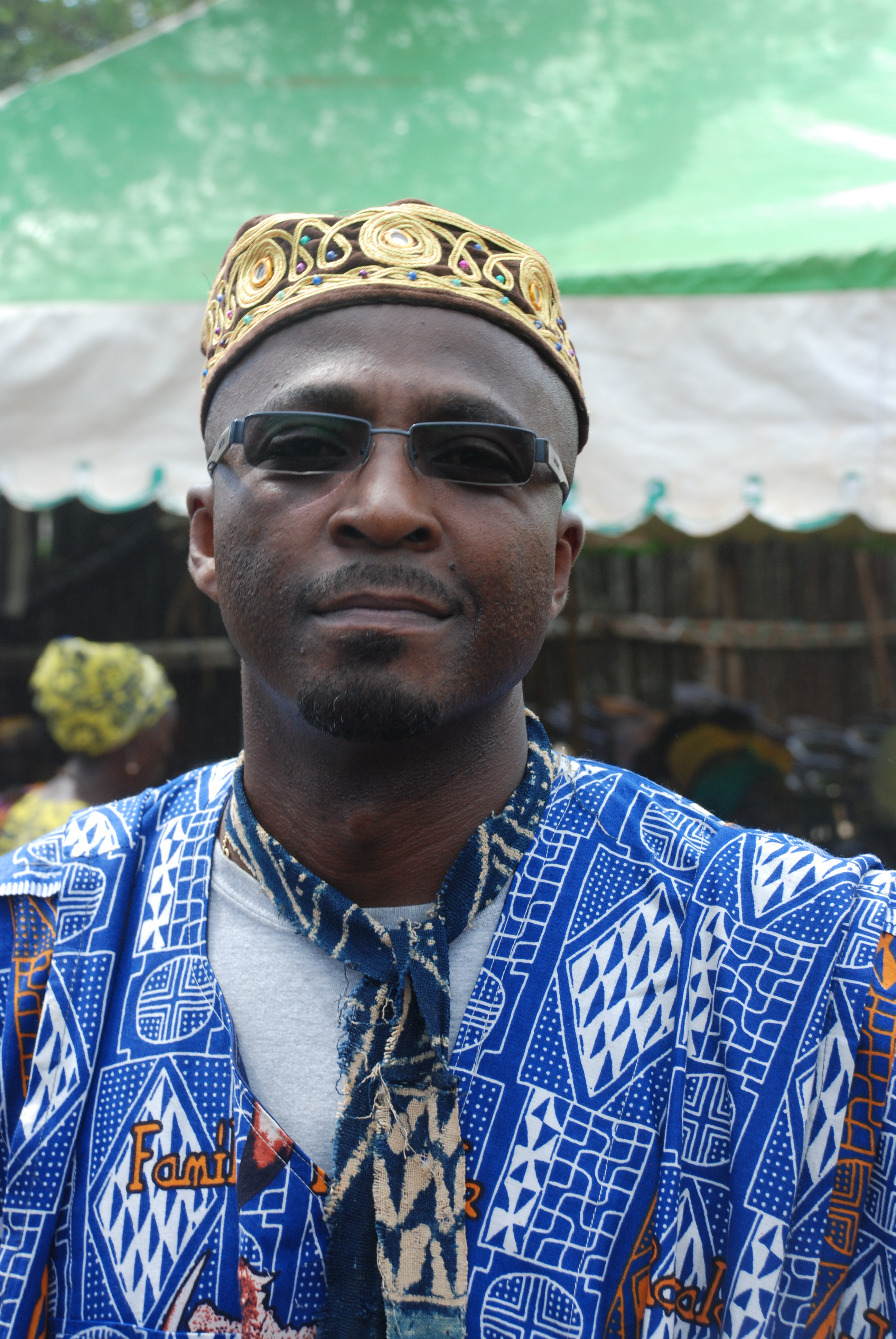
YVES HAPPI, un prince Bana en tenue d’apparat royale appelée 'PAGWAP".
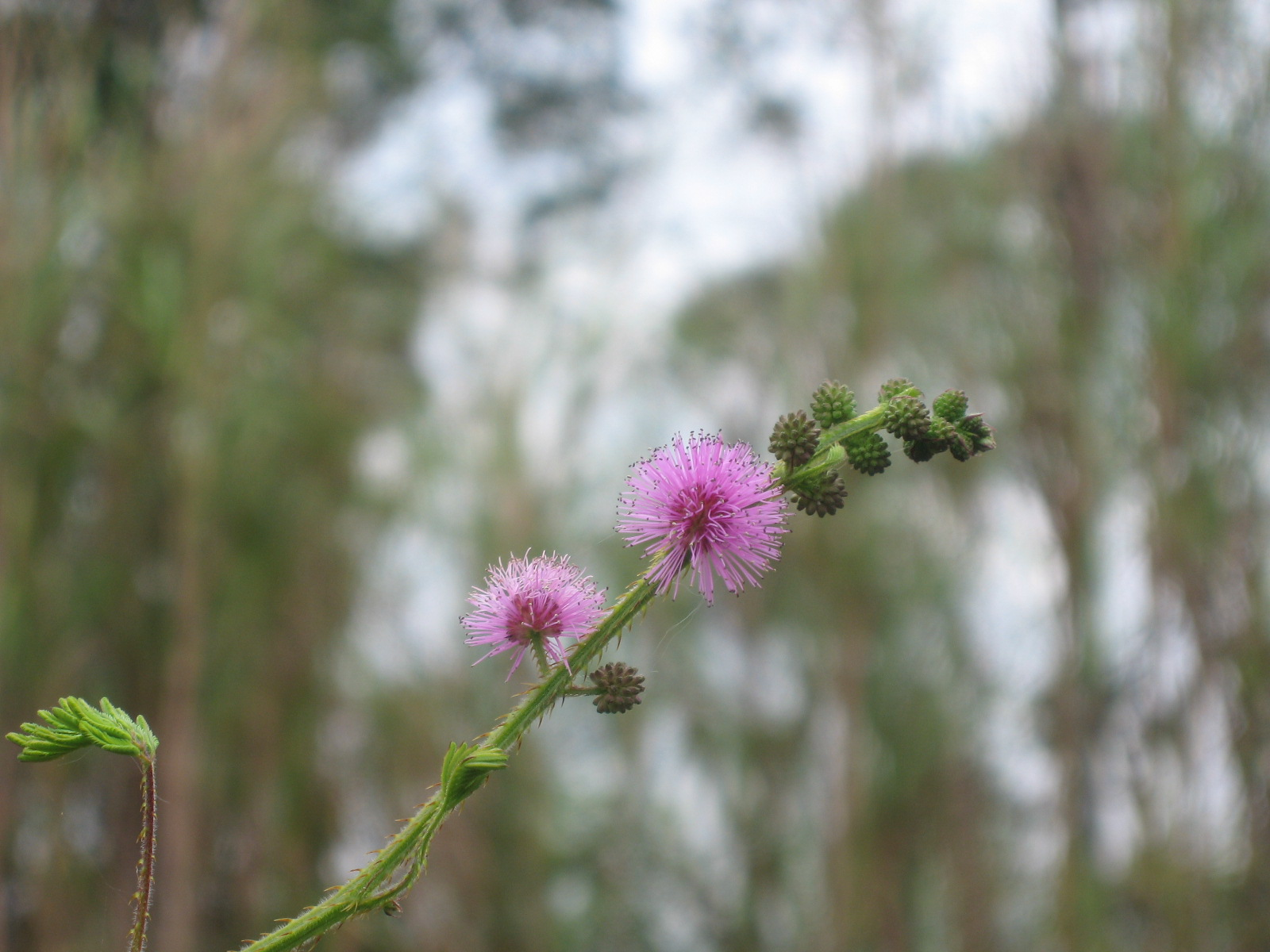
Une fleur de saison produit à Bana.
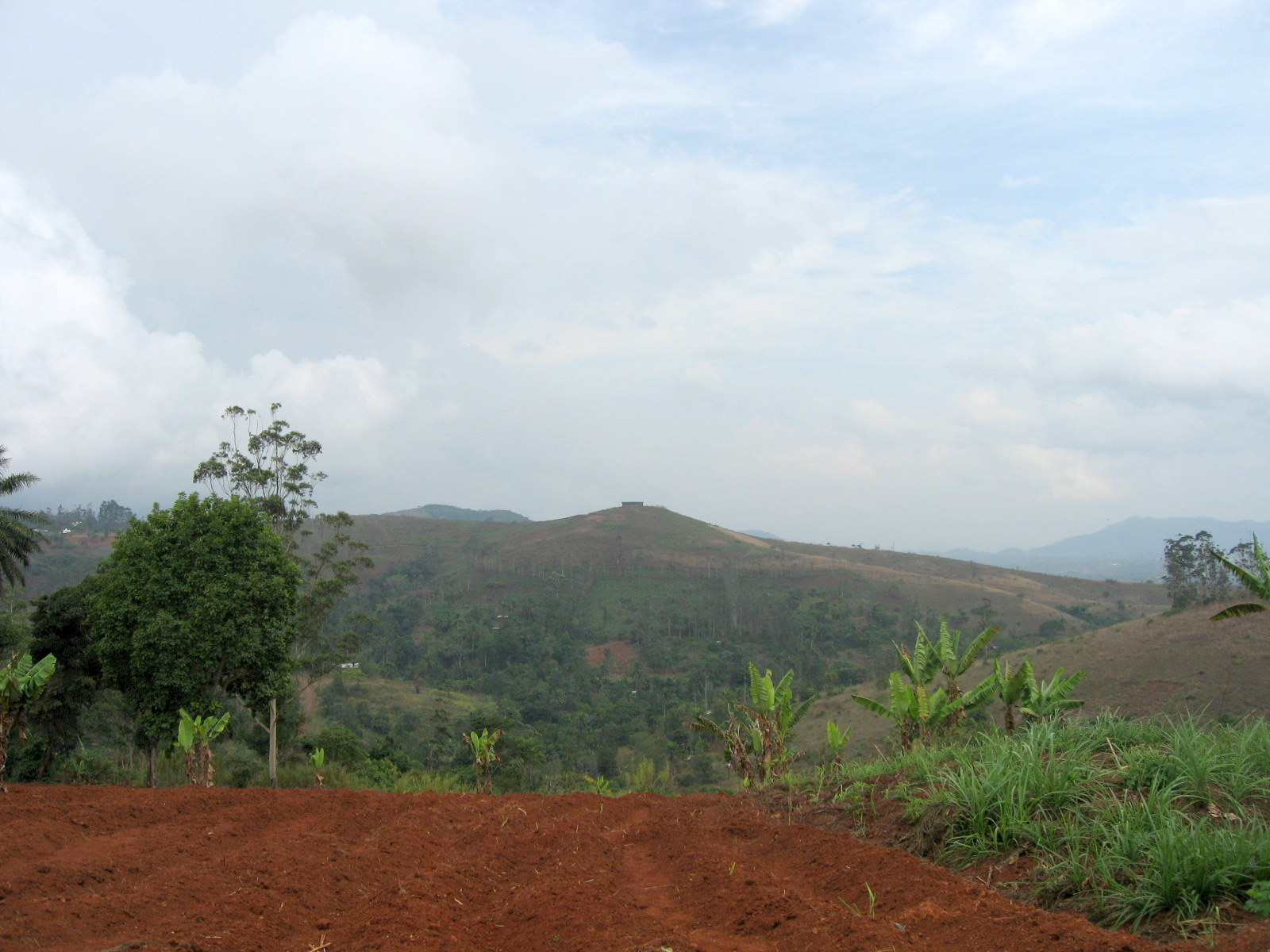
Vue panoramique d'un champ à Bana.
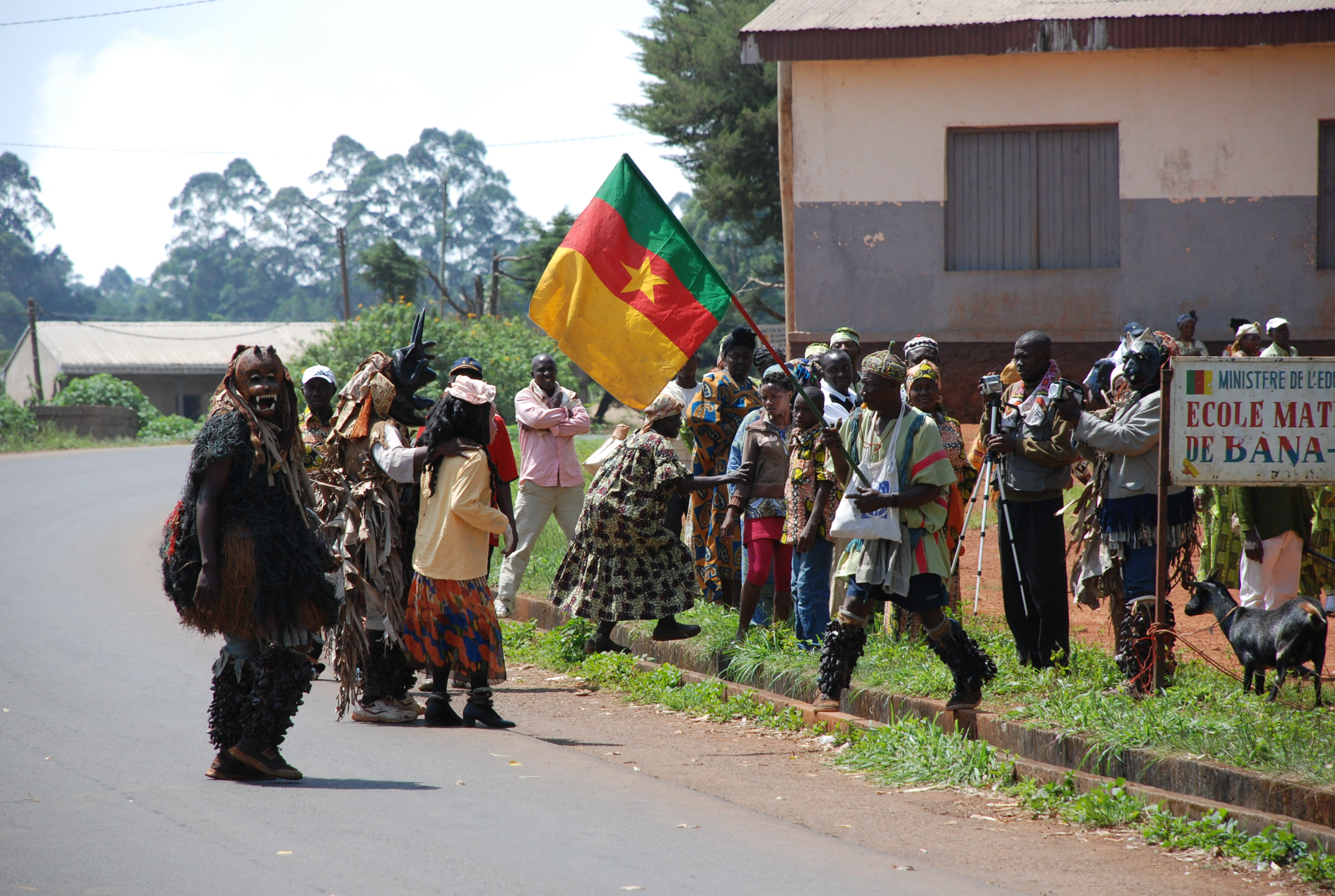
Dance traditionnelle lors d'une cérémonie funéraire à Bana.

## Personnalités
- Paul Monthé (1914-1974), homme d'affaires
- Joseph Kadji Defosso (1923-2018), homme d'affaires
- Éric Delphin Kwégoué (Naissance : 16 juillet 1977), écrivain,  dramaturge,  metteur en scène,  comédien